# Иванцов, Николай Максимович
Николай Максимович Иванцо́в (1913 — 2002) — советский инженер-энергетик, начальник управления строительства «Саратовгэсстрой», заместитель министра энергетики и электрификации СССР, Герой Социалистического Труда.

## Биография
Родился 16 (29 декабря) 1913 года в Брянске.
В 1932 году окончил строительный техникум, в 1937 году — Московский гидромелиоративный институт по специальности «Гидротехнические сооружения». Работал инженером исследовательской лаборатории на строительстве шлюзов канала имени Москвы. С 1939 года работал в институте «Гидропроект».
Во время Великой Отечественной войны участвовал в создании энергетических предприятий на Урале, электростанций для эвакуированных заводов, строительстве оборонных объектов на Волге. После войны проектировал гидротехнические сооружения канала им. Москвы и Волго-Донского судоходного канала.
В 1950-м году был назначен заместителем главного инженера проекта Волжской ГЭС им. В. И. Ленина. В 1952 году стал главным инженером судоходных сооружений Куйбышевского гидроузла.
С 1956 года — главный инженер, начальник строительства Саратовской ГЭС.
С 1959 по 1961 год возглавлял проектно-изыскательский и научно-исследовательский институт «Гидроэнергопроект». Под его непосредственным руководством был разработан уникальный проект строительства Саратовской ГЭС из сборного железобетона с весом деталей до 200 т на основе индустриальной поточной технологии их изготовления и монтажа.
В 1961 году назначен начальником строительства Саратовской ГЭС, которое возглавлял до сдачи станции в эксплуатацию в 1969 году. Помимо непосредственно станции управлением строительства был построен город Балаково, комбинат искусственного волокна и ряд других крупных промышленных объектов.
С 1970 года работает заместителем министра энергетики и электрификации СССР по промышленному строительству. Курировал строительство завода КамАЗ в Набережных Челнах.
С 1971 до 1974 одновременно являлся начальником производственного объединения «Камгэсэнергострой». Ему принадлежат новшества по разделению служб промышленного и гражданского строительства, созданию Управления механизации строительства и Управления автомобильного транспорта. Под его руководством в эти годы были разработаны и осуществлены конструкции фундаментов и технология производства работ нулевого цикла при строительстве промышленных корпусов на основе широкого применения буронабивных свай, технология крупноблочного монтажа верхних строений промышленных корпусов с высокой степенью производственной готовности.
С 1975 года руководил промышленным строительством энергетики и электрификации и, в частности, строительством в Волгодонске завода энергетического машиностроения «Атоммаш». Настоял на размещении АЭС в Балаково. Внес большой личный вклад в проектирование и строительство Нижнекамской, Чебоксарской, Колымской, Хантайской, Бурейской, Ингури и других гидроэлектростанций, в обоснование перспективных гидроузлов в Сибири.
С 1981 года начальник Всесоюзного строительно-монтажного объединения «Союзгидроэнергострой», член коллегии министерства.
С 1985 года на пенсии, при этом продолжал работать заместителем председателя научно-технического совета Минэнерго СССР, главным специалистом в институте «Гидроспецпроект». В 1991—2001 годах трудился в институте «Оргэнергострой» заместителем директора, директором инженерного центра «Каскад». Под его руководством выполнено научное и проектное обоснование перспективного строительства низконапорных ГЭС наплавным методом на реках Сибири и Дальнего Востока и применительно к каскаду гидроузлов на реке Нижняя Зея. С 1990 года Приказом по Министерству энергетики СССР в 1990 году назначен Генеральным конструктором по строительству ГЭС наплавным методом. Последние годы жизни продолжал работать по этой же проблеме в институте «Гидропроект» им. С. Я. Жука. Автор ряда научных трудов и изобретений.
Проживал в Москве, скончался 27 февраля 2002 года.

## Награды
- Герой Социалистического Труда (29.11.1972? №18 294) «за выдающиеся успехи, достигнутые при сооружении Саратовской гидроэлектростанции имени Ленинского комсомола, большой вклад, внесенный в разработку и внедрение новых технических решений и прогрессивных методов производства работ»;
- орден Ленина (9.8.1958, 29.11.1972);
- орден Октябрьской революции (15.4.1977);
- орден Трудового Красного Знамени (18.10.1965),
- медали;
- Сталинская премия второй степени (1950) — за разработку проекта водного пути
- премия Совета Министров СССР;
- Почётный энергетик СССР
- Почётный гидроэнергетик
- «Почётный житель города Балаково и Балаковского района» (1977),
- «Почётный гражданин города Набережные Челны».